# ساموئل ایرس
ساموئل ایرس (انگلیسی: Samuel Eyres؛ 1885 – ۳۱ اکتبر ۱۹۱۷ (۳۲ سال)) بازیکن فوتبال بود.